# Књажева пивара
Књажева пивара се налазила на углу улица Босанске (данас Адмирала Гепрата) и Три кључа (данас Балканска) у Београду . Изграђена је око 1840. године, а у склопу ње налазила се и кафана.

## Историјат
Зграда Књажеве пиваре је саграђена око 1840. године, а према хроничарима тог времена изграђена је по налогу кнегиње Љубице. Риста Париповић Рудничанин је био први закупац пиваре, а 1842. године у пивари је отворена и кафана. Када је кнегиња Љубица преминула пивару је наследио кнез Михаило Обреновић. Забележени су подаци да је у периоду од Митровдана 1856. до Митровдана 1862. кафану водио извесни пивар Рајхер. Средином 19. века закупац је био и Карло Пероло који је био кувар код београдског паше. Док је он водио кафану уређена је башта и ангажовани су музичари. Закупац је био и Земунац Константин Хадија, српски политичар и у то време познати пивар. Пивара је 1871. године затворена, али су кафана и башта наставиле са радом. Почетком 20. века, тачније 1903. године пивара је продата Прометној банци, а као продавац се наводила краљица Наталија. Банка даје имање "Краљева пивара", 15.500 квадрата између Босанске, Балканске и Немањине, на продају 1925, с намером да га испарцелише према новом регулационом плану. Зграда је срушена 1935. године.

### Називи пиваре (кафане)
У време закупа кафане (1856-1862) од стране пивара Рајхера кафана се звала Кафана књаза Михаила Обреновића. Књажева пивара позната је и под именима Велика пивара, Савамалска пивара и Краљева пивара.

## Производња пива
Први произвођач пива био је Вајнхапел, а производња пива није прелазила триста хектолитара на годишњем нивоу. Осим њега власници су били и Ђорђе Вајферт старији, Игњат Вајферт и Игњатов син, Ђорђе Вајферт.

## Позоришне представе
У пивари су организоване позоришне представе почетком шездесетих година 19. века. У записима из тог времена наводи се да је сала имала 20 редова столица, као и да је у пивару, на представе долазио књаз Михаило Обреновић. Позориште је добило назив Театар код пиваре, а са радом је престало 1865. године.

## Занимљивости
У сали пиваре новембра 1858. године одржана је Светоандрејска скупштина на којој је донета одлука о повратку кнеза Милоша Обреновића у Србију.